# Inscripció de Pazarcik
La inscripció de Pazarcik és una estela en pedra que s'erigí durant el regnat del rei neoassiri Adadnirari III, entorn del 805 aC, com a marca fronterera entre els antics regnes neohitites de Kummuh i Gurgum. La peça fou descoberta entre els anys 1965 i 1972, durant les obres de construcció de l'embassament de Kartalkaya, al terme kurd de Pazarcik, d'on pren el nom, i es traslladà al Museu Arqueològic de Maraix, on encara es conserva avui dia. Tot i això, el seu contingut no es publicà fins a 1990, a la revista Annual Review of the Royal Inscriptions of Mesopotamia, de la mà de Veysel Donbaz.

## Descripció i contingut
De forma allargada, l'estela mesura 140 centímetres d'alçada, 44 d'amplada i 16,5 de gruix. S'hi troben inscripcions en acadi en ambdues cares: l'anvers fou gravat durant el regnat d'Adadnirari III (810-783 aC) i el revers durant el de Salmanassar IV (782-772 aC). La rellevància de l'estela es deu, per una banda, al fet que es conserven molt pocs textos sobre tots dos monarques, i, per l'altra, a les qüestions gramaticals que planteja.
A l'anvers, s'explica que l'estela s'ordena dreçar per Adadnirari III i Sammuramat, la seva mare, després que ambdós hagin ajudat Uspilulum, rei de Kummuh, front a l'atac d'una coalició de vuit reis liderada per Attar-sumki d'Arpad, que ha sigut derrotada a la ciutat de Paqirahubunu. Hom hi detalla que l'estela –feta el mateix any– defineix la frontera entre el regne de Kummuh i el de Gurgum, un dels aliats vençuts.
El revers, en canvi, fa referència a la recepció d'un tribut pagat per Hadiani, rei de Damasc, a l'hereu d'Adadnirari III, Salmanassar IV, i al governador d'aquest, Samsi-ilu. Així mateix, s'hi esmenta que quan ambdós tornen de Damasc, retornen l'estela a Uspilulum, rei de Kummuh.

## El conflicte fronterer

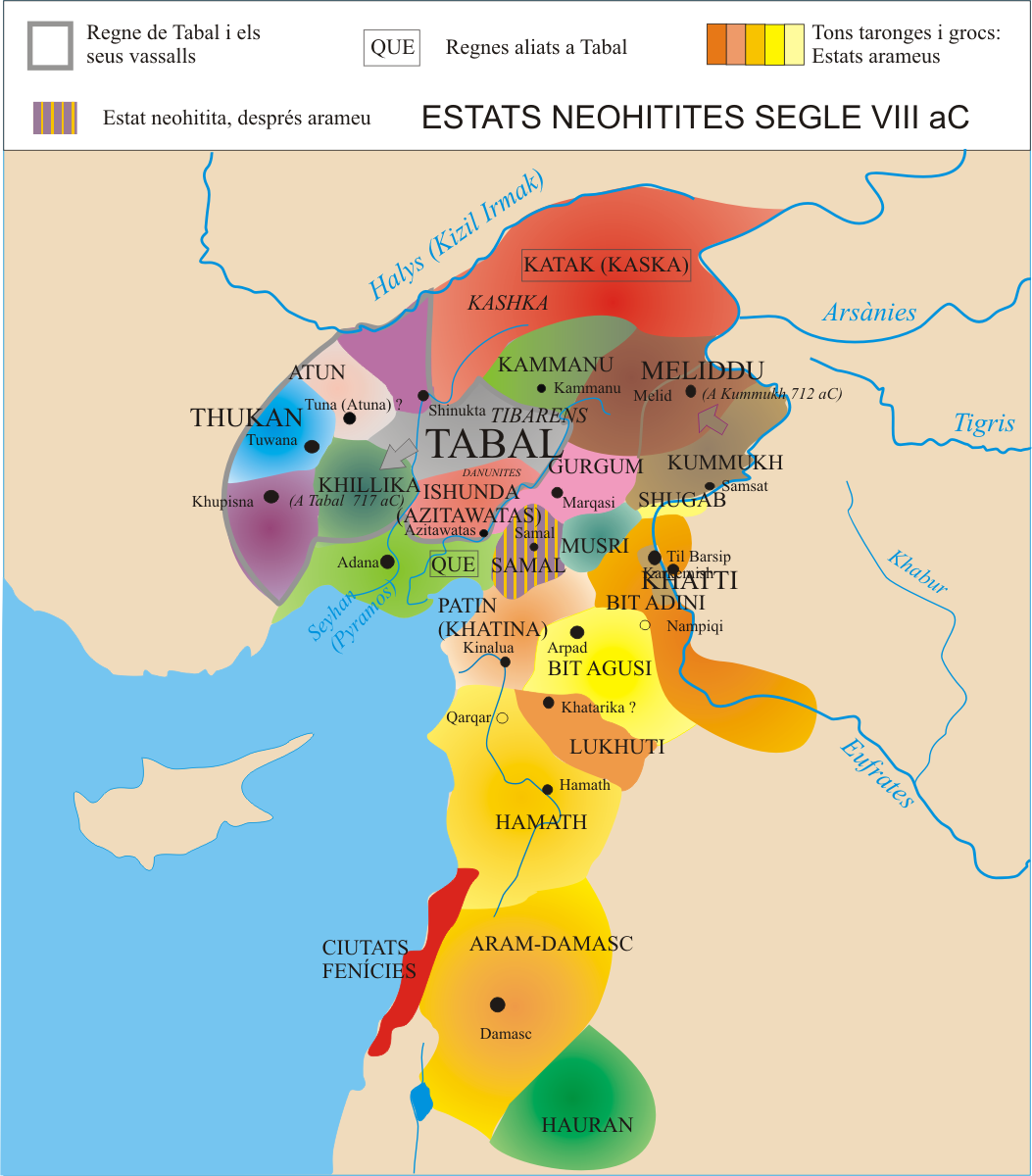
Estats nehoitites i arameus a Síria al segle VIII aC

Els episodis descrits a l'anvers s'emmarquen en els conflictes entre l'imperi neoassiri i les potències emergents a les seves fronteres entre els segles IX i VIII aC. Ciutats-estat com Damasc i Arpad aixecaren aliances amb ambicions expansionistes que foren respostes pels reis assiris amb polítiques de clientelisme sobre els estats circumdants. És el cas del regne de Kummuh, l'únic estat siriohitita que no s'enfrontà a l'imperi neoassiri, sinó que s'hi sotmeté des d'un començament amb el pagament de tributs. Kummuh esdevingué l'objectiu primer dels atacs d'una coalició anti-assíria d'estats del nord de Síria, liderada per Attar-sumki, rei d'Arpad, que es consolidà a inicis del regnat d'Adadnirari III. Sembla que els pactes entre el rei de Kummuh i els reis assiris haurien inclòs alguna clàusula de mútua ajuda militar, cosa que explicaria la intervenció d'Adadnirari III i Sammuramat davant d'aquest atac, testimoniada per l'estela. Les campanyes contra la coalició siriohitita es desenvoluparen entre els anys 805 i 803 aC, en forma d'expedicions anuals, però ja en el primer any la victòria assíria arraconaria les forces enemigues a la costa libanesa. És en aquest moment que es manà bastir l'estela de Pazarcik a la frontera entre el regne de Kummuh, pro-assiri, i el de Gurgum –un dels vuit regnes aliats vençuts–, no només per ratificar-ne els límits, sinó també per reafirmar la influència assíria sobre aquesta àrea estratègica a la capçalera de l'Eufrates.
Si posem la inscripció de Pazarcik en relació amb la resta d'esteles assíries occidentals contemporànies, constatem que totes recullen aquest mateix conflicte, el que podria indicar una certa intencionalitat a l'hora d'intimidar les províncies perifèriques i mostrar quina era la resposta de l'estat assiri envers la deslleialtat. En aquest aspecte, la inscripció de l'anvers de l'estela es destaca per ser la que parla amb més detall de la guerra contra l'aliança dels regnes siriohitites, alhora que és la primera en parlar-ne, quelcom que ha permès l'elaboració d'una cronologia acurada del conflicte.
És probable que en una incursió contra Kummuh menada pel rei de Damasc, Bar-Hadad III, l'estela de Pazarcik hagués sigut retirada i portada a Damasc en una acció triomfal plena de simbolisme anti-assiri. En una campanya posterior de resposta, l'any 773 aC, Salmanassar IV i Samsi-ilu haurien subjugat el posterior rei de Damasc, Hadiani, i restablert la frontera del regne aliat Kummuh amb la reinstauració del monòlit, fets que es narren al seu revers.

## El rol de Sammu-ramat
Un dels aspectes que més interès acadèmic ha suscitat la inscripció de Pazarcik és la menció de Sammu-ramat, mare d'Adadnirari III, actuant junt amb el seu fill. Es tracta d'un cas sense paral·lels en l'àmbit assiri de participació d'una dona en una campanya militar. Si bé en les línies en què es descriu el conflicte amb més detall se l'omet, se li atorga un reconeixement compartit amb el seu fill en l'establiment de la nova frontera, i no hi ha dubtes que exerciria un poder efectiu a la cort assíria. Autors com Luis Siddall expliquen el seu paper excepcional per la seva experiència en rebel·lions prèvies durant el regnat del seu marit Xamxi-Adad V (824-811 aC), davant les mancances d'un fill amb poc recorregut en els inicis del seu regnat. Inicialment, hom pensava que Sammu-ramat hauria arribat a regnar independentment o com a regent durant una hipotètica minoria d'edat del seu fill, però aquesta hipòtesi no disposa de cap base factual. Era una figura influent, ara bé, de moment no hi ha evidències que ostentés un poder polític definit.